# Scharlakansvaxskivling
Scharlakansvaxskivling (Hygrocybe punicea), även scharlakansröd vaxskivling, är en svampart i ordningen skivlingar. I Sverige är den rödlistad som nära hotad och är Västergötlands landskapssvamp. 
Fruktkroppen uppträder under hösten och hatten har som svampens namn antyder en uppseendeväckande scharlakansröd till närmast blodröd färg. Mitten på hatten kan vara urblekt och ha mer rödgulaktig färg. Till formen är hatten först klocklik, men äldre exemplar får en mer utbredd hatt. Kanten på hatten är buktad och mitt på hatten finns en bred puckel. Bredden på hatten är 4–12 centimeter. Skivorna sitter glest och är gulröda i färgen. Svampens fot blir 4–10 centimeter hög och dess diameter är cirka 1–2 centimeter. Fotbasen är vit, annars är foten gul till gulröd med längsgående rödaktiga strimmor. 
Varken doft eller smak är särskilt framträdande, utan den är i båda avseenden en mild art. Den växer främst i hagmarker och på andra liknande magra gräsmarker.
Scharlakansvaxskivling kan förväxlas med blodvaxskivling och toppvaxskivling.